# ارهون اوبانور
ارهون اوبانور (انگلیسی: Erhun Obanor؛ زادهٔ ۵ سپتامبر ۱۹۹۵) بازیکن فوتبال اهل نیجریه است.
از باشگاه‌هایی که در آن بازی کرده‌است می‌توان به باشگاه فوتبال آفریقایی اشاره کرد.
وی همچنین در تیم‌های ملی فوتبال زیر ۲۳ سال و بزرگسالان نیجریه بازی کرده‌است.